# Zufallsbefund
Von einem Zufallsbefund spricht man in der Medizin, wenn bei einer Untersuchung neben der eigentlichen Befundung etwas zutage kommt, was mit den aktuellen Beschwerden bzw. der Erkrankung, die der Grund für die Untersuchung waren, nichts zu tun hat. Auch bei einer Obduktion können noch Zufallsbefunde gemacht werden.
Zufallsbefunde können für den Patienten bedeutungslos sein, wenn es sich z. B. um anatomische Varianten handelt, die keinen Krankheitswert haben (Beispiel: Lobus venae azygos). Sie können jedoch auch ernsthafte andere Erkrankungen zeigen. So kann beispielsweise bei einer Computertomographie, die wegen Bauchschmerzen mit dem Verdacht auf eine Divertikulitis durchgeführt wurde, ein kleiner Tumor gefunden werden. Insbesondere bei Tumoren der Nebenniere und der Hypophyse (bei Untersuchungen des Kopfes) wird vom Inzidentalom gesprochen. Bei bösartigen Tumoren ist die zufällige Entdeckung bisweilen als Glücksfall anzusehen, wenn nämlich der Tumor in einem frühen, noch gut therapierbaren Stadium gefunden wurde, bevor er selbst Symptome machte.
Zufallsbefunde, die bei gesunden Freiwilligen in Studien erhoben werden, geben immer wieder Anlass auch zu ethischen Überlegungen.